# Noel Herman Oelschig

a Compétitions nationales et continentales officielles uniquement.

Dernière mise à jour le 21 décembre 2017.
Noel Herman « Falie » Oelschig, né le 14 janvier 1979 à Bloemfontein, est un ancien joueur de rugby à XV sud-africain, évoluant au poste de demi de mêlée.
Il a évolué avec le Stade français entre 2008 et 2011. Il inscrit un essai pour son premier match de Top 14 contre l'US Dax, le 26 août 2008. En raison des blessures au poste de demi d'ouverture, le Stade français le fait jouer un match en numéro 10 en novembre 2008.

## Carrière

### En province (Currie Cup)
- 1999-2000 : Free State Cheetahs (juniors)
- 2000 : Free State Cheetahs
- 2001-2004 : Eagles
- 2004-2007 : Free State Cheetahs
- 2011-2012 : Eastern Province Kings

### En franchise (Super 12/14)
- 2002-2003 : Stormers
- 2004 : Sharks
- 2006-2008 : Central Cheetahs

- 43 matches de Super 12/14

### En club (Top 14)
- 2008-2011 : Stade français

### En équipe nationale
- International des –19 ans, –21  ans, A (Afrique du Sud)

## Palmarès
- Vainqueur de la Currie Cup en 2006, 2007